# كريستين مونرو
كريستين مونرو (بالإنجليزية: Kristen Monroe)‏ هي عالمة سياسة أمريكية، ولدت في 17 مايو 1946.